# جفعون حداشا
غيفون هاهاداشا (بالعبرية: גִּבְעוֹן הַחֲדָשָׁה) وتعني باللغة العربية جبعون الجديدة هي مستوطنة إسرائيلية شمال غرب القدس في الضفة الغربية. تقع بالقرب من حي راموت في القدس والمناطق المجاورة لها جفعات زئيف. هذه المستوطنة المجتمعية تستقبل خدماتها البلدية من مجلس بنيامين ماتي الإقليمي. يعود أصل الاسم إلى القرية المذكورة في الكتاب المقدس (يشوع 10:10 +12) وتقع في مكان قريب. يعتبر المجتمع الدولي المستوطنات الإسرائيلية في الضفة الغربية غير قانونية بموجب القانون الدولي ولكن الحكومة الإسرائيلية لا تعترف بالقانون الدولي.

## التاريخ

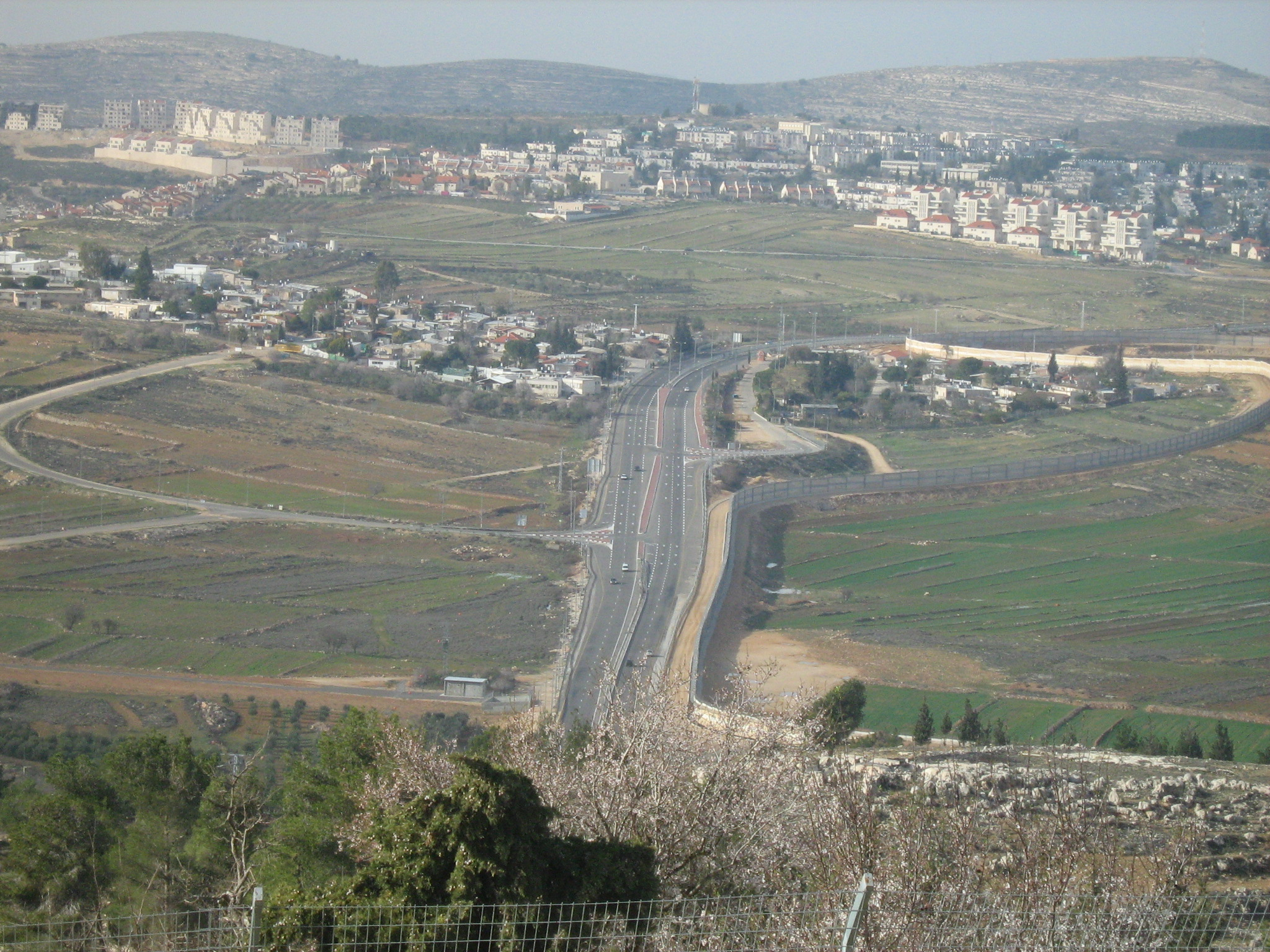
منظر من الجنوب

تأسست المستوطنة أصلا في عام 1895 من قبل يهود اليمن لكنهم غادروا المكان بعد عدة سنوات. تم توطينهم في عام 1924 ولكن السكان فروا نتيجة لأحداث 1929 في فلسطين. تم توطينهم مرة أخرى في عام 1977 من قبل أعضاء من غوش ايمونيم واستيعابهم في نهاية المطاف العديد من المهاجرين اليهود من الاتحاد السوفييتي السابق فضلا عن العديد من سابرا. على الرغم من علمانية أغلب السكان ولكن يوجد عدد قليل من العائلات ملتزمين دينيا.